# 13 décembre
Pour les articles homonymes, voir Treize-Décembre.
13 novembre 13 janvier
Chronologies thématiques
- Croisades
- Ferroviaires
- Sports
- Disney
- Anarchisme
- Catholicisme

Abréviations / Voir aussi
- (° 1852) = né en 1852
- († 1885) = mort en 1885
- a.s. = calendrier julien
- n.s. = calendrier grégorien
- Calendrier
- Calendrier perpétuel
- Liste de calendriers
- Naissances du jour

Le 13 décembre est le 347e jour de l'année du calendrier grégorien, 348e lorsqu'elle est bissextile.  Il reste 18 jours avant la fin de l'année. 
Son équivalent du 13 december marque les ides de ce mois, d'origines étrusque et sabine, dans le calendrier romain antique.
C'était généralement l'équivalent du 23 frimaire du calendrier républicain français, officiellement dénommé jour du roseau.

## Événements

### XVesiècle

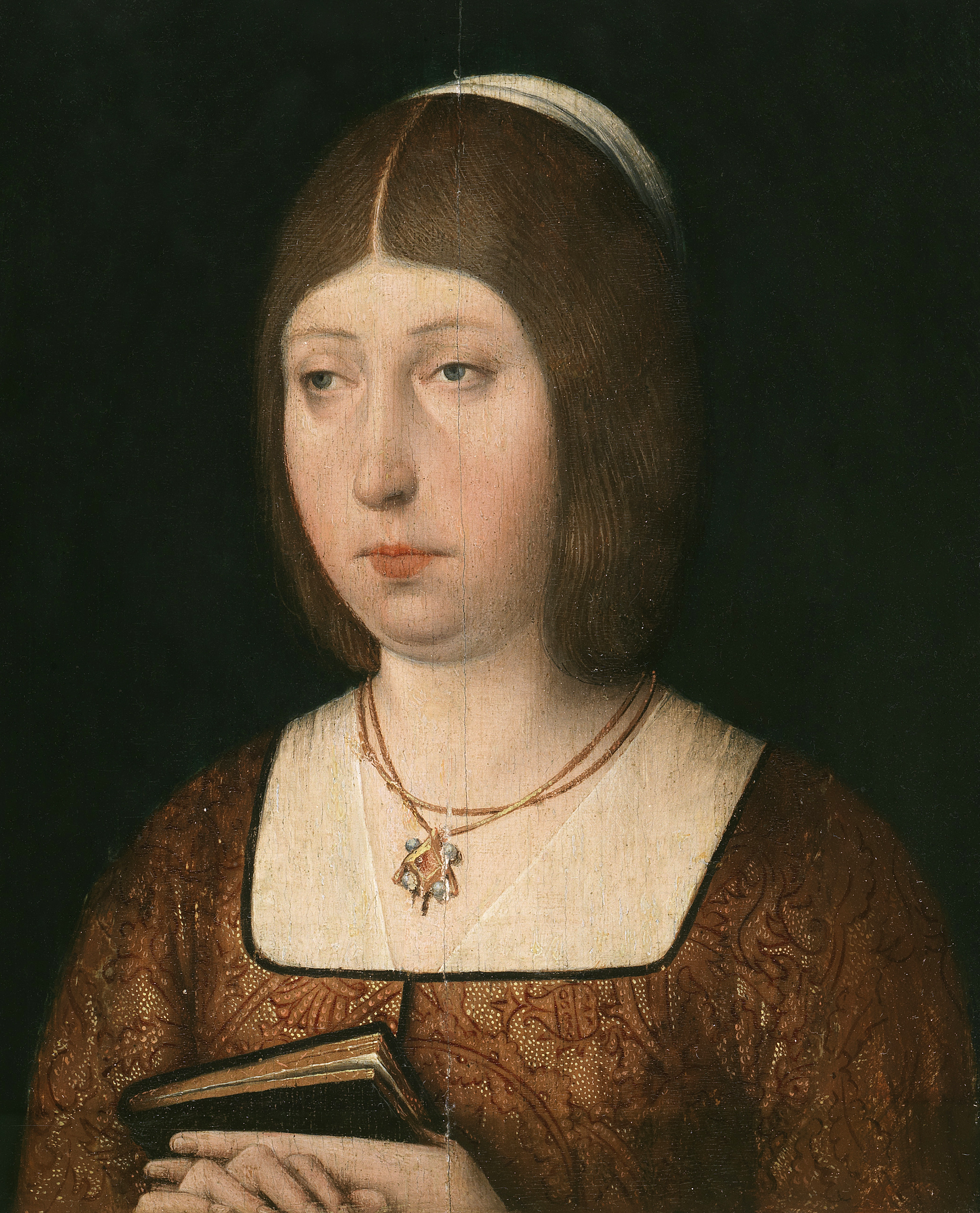
Isabelle la Catholique.

- 1474 : Isabelle la Catholique devient reine de Castille.

### XVIesiècle
- 1560 : ouverture des états généraux du royaume de France.
- 1582 : l'année n'a pas eu en France de 13 décembre. Du fait de l'adoption du calendrier grégorien par ce pays, le lendemain du dimanche 9 décembre a été le lundi 20 décembre directement[1].

### XVIIesiècle
- 1665 : l'intendant Jean Talon fonde un chantier naval, sur la rivière Saint-Charles.
- 1669 : lancement du Soleil-Royal à Brest.

### XVIIIesiècle
- 1799 : adoption de la Constitution du 22 frimaire an VIII, instaurant le Consulat, tout en restant officiellement dans le cadre de la Première République, offrant un pouvoir exécutif fort, sans réels contre-pouvoirs au Premier Consul Bonaparte, et mettant fin au régime du Directoire.

### XIXesiècle
- 1810 : le littoral de la mer du Nord, dont le duché d'Oldenbourg[2], le nord de Hanovre, Brême, Hambourg et Lübeck[3], est annexé par Napoléon Ier.

### XXesiècle

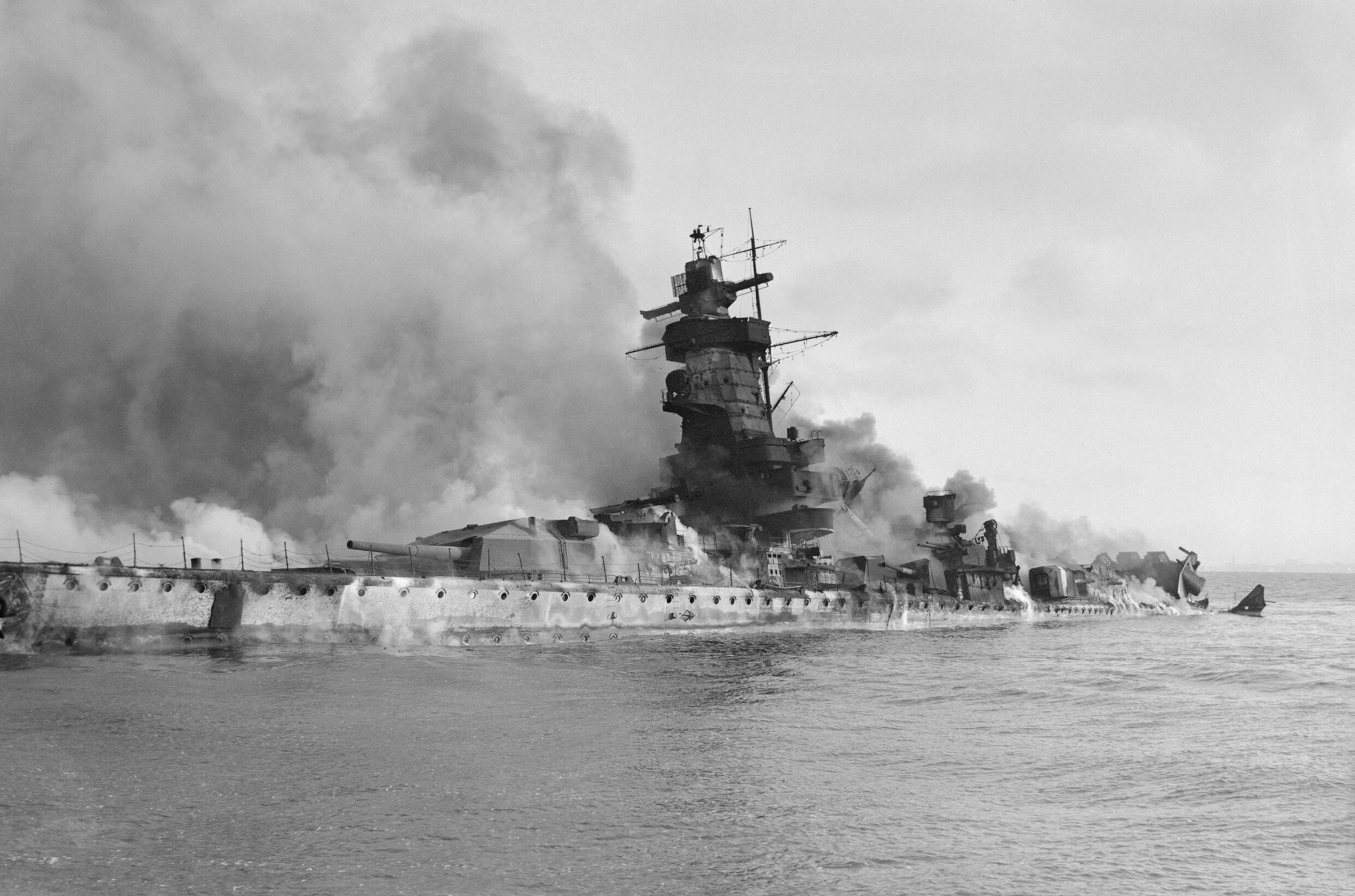
LAdmiral Graf Spee sabordé à la suite de la bataille du Rio de la Plata

- 1916 : Vendredi Blanc sur le mont Marmolada, dans les Dolomites, où des avalanches frappent des positions italiennes et austro-hongroises, tuant des centaines de personnes
- 1937 : les troupes japonaises prennent Nankin, prélude au massacre de deux cent mille Chinois pendant six semaines.
- 1939 : bataille du Rio de la Plata.
- 1940 : remplacement, à Vichy, du vice-président du Conseil Pierre Laval, par Pierre-Étienne Flandin.
- 1943, massacre de Kalávryta pendant la Seconde Guerre mondiale.
- 1950 : fin de la bataille du réservoir de Chosin.
- 1963 : adoption d'une charte du droit de l'espace.
- 1968 : promulgation de l'AI-5, pendant la dictature militaire au Brésil.
- 1974 : Malte devient une république.
- 1981 : en Pologne, le pouvoir communiste du général Wojciech Jaruzelski impose la loi martiale.

### XXIesiècle

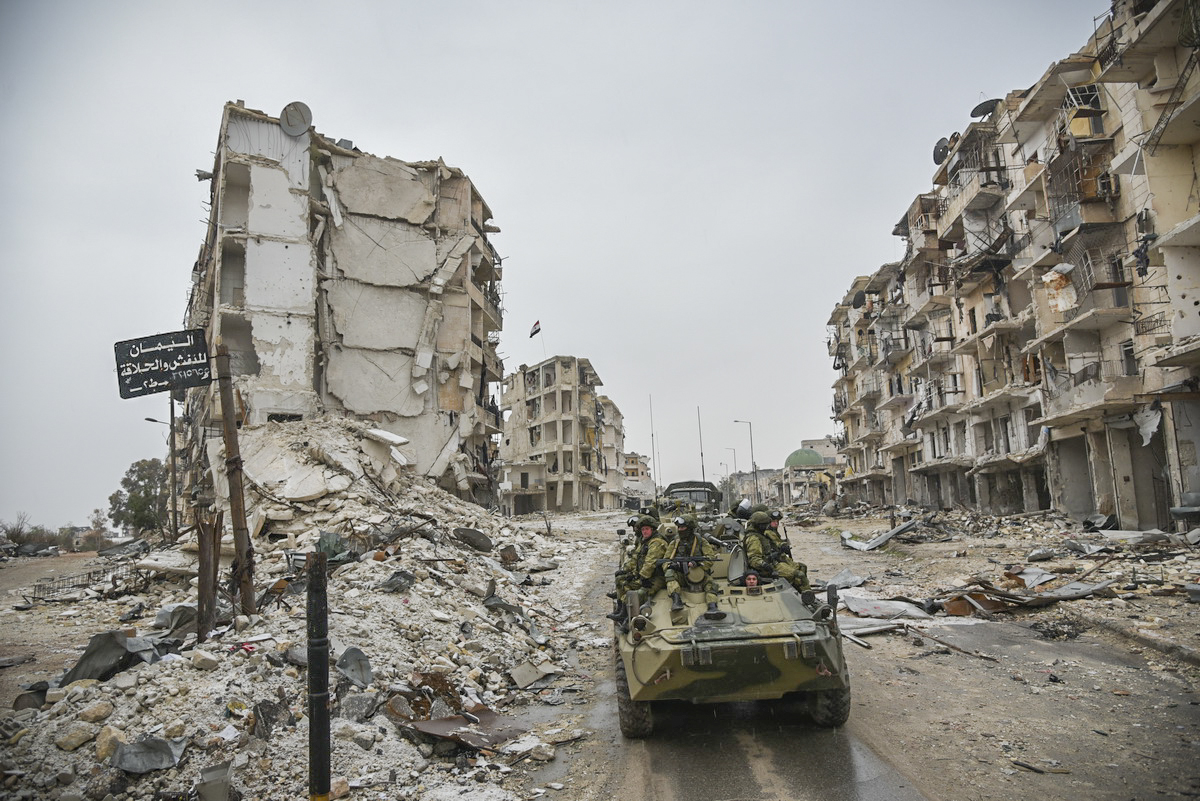
Un blindé russe lors de la bataille d'Alep

- 2001 : attentat au Parlement indien.
- 2002 : l'Union européenne décide de son élargissement à dix nouveaux pays au 1er mai 2004[4], puis deux autres au 1er janvier 2007.
- 2003 : arrestation de Saddam Hussein en Irak.
- 2006 : adoption de la Convention relative aux droits des personnes handicapées.
- 2007 : dans l'Union européenne, signature du traité de Lisbonne.
- 2011 : tuerie de Liège, en Belgique.
- 2016 : capitulation de rebelles, lors de la bataille d'Alep.
- 2022 :
  - en Nouvelle-Zélande, les personnes nées après 2008 ne pourront plus jamais acheter de cigarettes. L'âge légal pour fumer sera relevé chaque année afin d'interdire complètement le tabac.
  - Une vice-présidente du Parlement européen, Éva Kaïlí, est mise en cause dans une affaire de corruption où le Qatar est soupçonné d'être l'instigateur.
- 2024 : en France, François Bayrou est nommé Premier ministre[5].

## Arts, culture et religion
- 1294 : renonciation du pape Célestin V.
- 1545 : début du concile de Trente.
- 1671 : dans une lettre datée de ce jour, Madame de Sévigné lève un peu le voile sur son positionnement religieux.
- 1884 : création de la Symphonie no 2 en fa mineur, op. 12, de Richard Strauss, à New York.
- 1928 : à New York encore, au Carnegie Hall, première mondiale d'Un Américain à Paris, de George Gershwin, comédie musicale qui sera adaptée au cinéma par Hollywood vers 1951.
- 1981 : l'auteur compositeur interprète Serge Gainsbourg s'offre le manuscrit signé de La Marseillaise par Rouget de Lisle en personne pour 135 000 francs lors d'une vente aux enchères[6].
- 1995 : sortie du film français de comédie Les Trois Frères du trio des Inconnus[7].

## Sciences et techniques

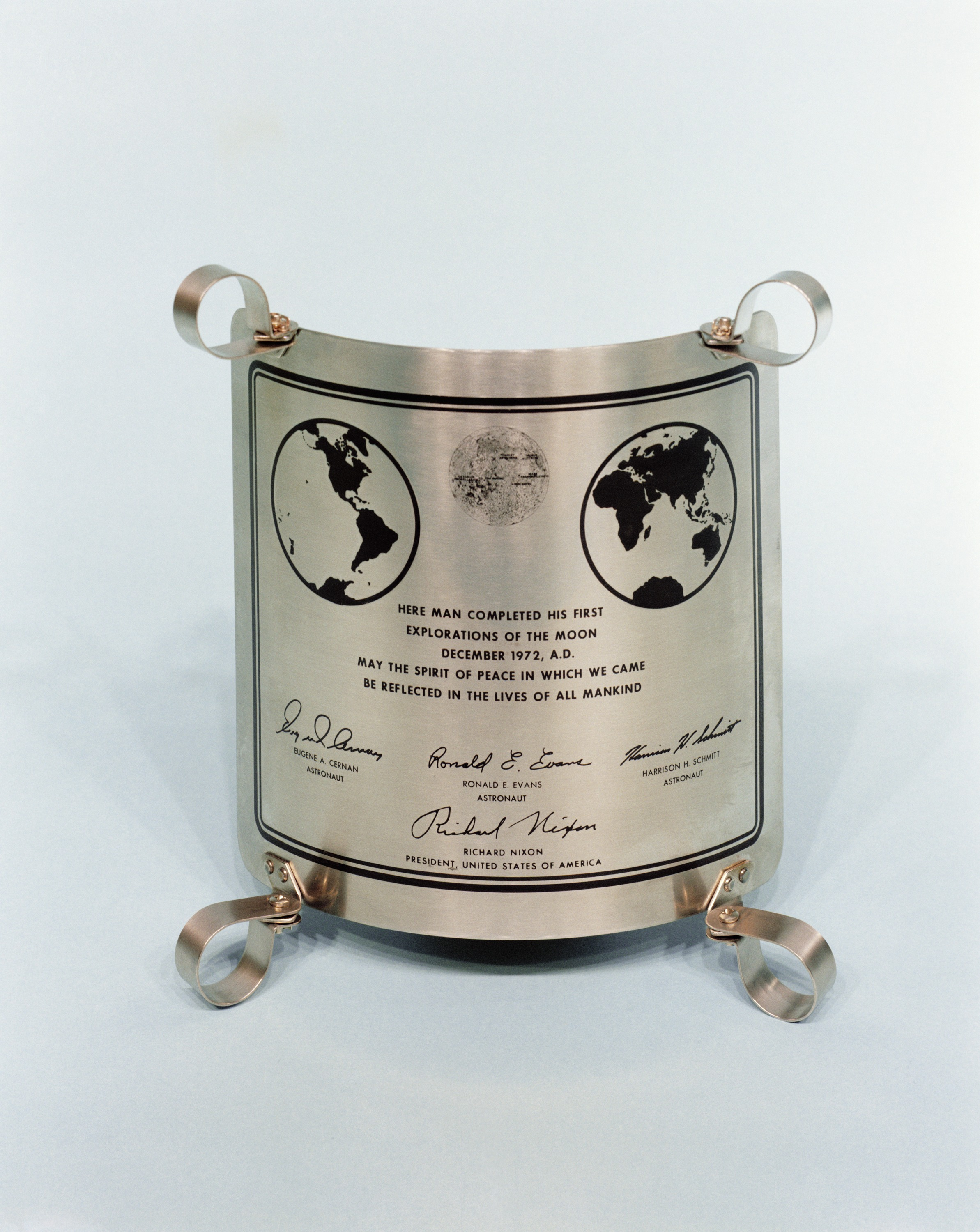
Plaque d'Apollo 17

- 1642 : découverte européenne de la Nouvelle-Zélande, par le navigateur hollandais Abel Tasman.
- 1827 : Marc Seguin dépose le brevet de la chaudière tubulaire à tubes d’eau intérieurs.
- 1903 : le New-Yorkais d'origine italienne Italo Marchiony obtient un brevet pour le cornet à glace.
- 1963 : adoption d'une charte du droit de l'espace.
- 1972 : les astronautes d'Apollo 17 dévoilent une plaque à la gloire de la paix, fixée sur le train d'atterrissage du module lunaire qui sera laissé sur la Lune.

## Économie et société
- 1582 : l'année n'a pas eu en France de 13 décembre. Du fait de l'adoption du calendrier grégorien par ce pays, le lendemain du dimanche 9 décembre a été le lundi 20 décembre directement[1].
- 1758 : naufrage du Duke William.
- 1920 : création à Bonn (Allemagne) de la société Haribo.
- 2016 : le Groupe M6 lance l'acquisition de RTL, RTL2 et Fun Radio pour 216 millions d’euros[8], avant de déplacer vers son siège de Neuilly-sur-Seine leurs studios historiques de la rue Bayard à Paris VIIIe.
- 2017 : la Norvège arrête définitivement la FM, le pays écoutant désormais la radio numérique terrestre[9].

## Naissances

### XVesiècle
- 1474 : Lucie de Narni, religieuse du tertiaire dominicaine béatifiée († 15 novembre 1544).

### XVIesiècle
- 1527 : Sixte V (Felice Peretti dit), 227e pape de 1585 à 1590 († 27 août 1590).
- 1553 : Henri IV, roi de France de 1589 à 1610 († 14 mai 1610).
- 1559 : Maximilien de Béthune, duc de Sully, surintendant français des Finances, ministre d'Henri IV († 22 décembre 1641).

### XVIIIesiècle
- 1744 : Anne Louise Brillon de Jouy, musicienne et compositrice française († 5 décembre 1824).
- 1762 : Louis Victoire Lux de Montmorin-Saint-Hérem, militaire français († 2 septembre 1792).
- 1780 : Louis-Charles Arsenne, peintre français († 3 août 1855).
- 1797 : Heinrich Heine, poète allemand († 17 février 1856).

### XIXesiècle
- 1802 : Joseph Hippolyte Guibert, cardinal français, archevêque de Tours de 1857 à 1871 puis de Paris de 1871 à 1886 († 8 juillet 1886).
- 1816 : Ernst Werner von Siemens, ingénieur, inventeur et industriel allemand († 6 décembre 1892).
- 1822 : Pierre-Louis Pierson, photographe portraitiste français († 22 mars 1913).
- 1832 : Polydore de Keyser, juriste anglais, Lord-maire de Londres de 1887 à 1888 († 14 janvier 1918).
- 1860 : Lucien Guitry, comédien français († 1er juin 1925).
- 1871 : Emily Carr, peintre de l’Ouest canadien († 2 mars 1945).
- 1883 : « El Gordito » (José Carmona García dit), matador espagnol († 14 mai 1951).
- 1890 : Mary Butts, écrivaine britannique († 5 mars 1937).
- 1895 : Thomas Tremblay, juge et homme politique québécois († 24 avril 1988).

### XXesiècle
- 1901 : Paolo Dezza, jésuite et cardinal italien († 17 décembre 1999).
- 1902 : Pepe Ortiz (Jose Ortiz Puga dit), matador mexicain († 16 avril 1975).
- 1903 : Carlos Montoya, guitariste espagnol de flamenco († 3 mars 1993).
- 1904 : Lucien Coutaud, peintre et graveur français († 21 juin 1977).
- 1905 : Raoul Bonamy, joueur de rugby français († 21 avril 1993).
- 1906 : Laurens van der Post, auteur britannique d'origine sud-africaine († 15 décembre 1996).
- 1907 : Hans-Alexander von Voss, officier allemand († 8 novembre 1944).
- 1908 : Henry Lhotellier, maître verrier et peintre français († 17 mai 1993).
- 1909 : André Jarrot, pilote de moto et homme politique français († 21 avril 2000).
- 1910 : Van Heflin, acteur américain († 23 juillet 1971).
- 1911 : Trygve Haavelmo, économiste et statisticien norvégien († 28 juillet 1999).
- 1912 : 
  - Luiz Gonzaga, chanteur et compositeur populaire brésilien († 2 août 1989).
  - Florine McKinney, actrice américaine († 28 juillet 1975).
- 1913 : Archie Moore (Archibald Lee Wright dit), boxeur américain († 9 décembre 1998).
- 1914 : Alan Bullock, historien britannique († 2 février 2004).
- 1915 : 
  - Vincent-Ferrier Chagnon, fonctionnaire provincial et homme politique québécois († 15 janvier 1999).
  - Curd Jürgens, acteur germano-autrichien († 18 juin 1982).
  - Ross Macdonald (Kenneth Millar dit), romancier américain († 11 juillet 1983).
  - John Vorster, homme politique et avocat sud-africain, président de la République d'Afrique du Sud de 1978 à 1979 († 10 septembre 1983).
  - Yitzhak Zuckerman (יצחק צוקרמן), résistant polono-israélien († 17 juin 1981).
- 1917 :  
  - John Hart, acteur américain († 20 septembre 2009).
  - Paul Géroudet, ornithologue suisse († 23 novembre 2006).
- 1919 : Hans-Joachim Marseille, pilote de chasse allemand durant la Seconde Guerre mondiale († 30 septembre 1942).
- 1920 : 
  - Kaysone Phomvihane (ໄກສອນ ພົມວິຫານ), homme politique laotien, président du Laos de 1991 à 1992 († 21 novembre 1992).
  - George Pratt Shultz, homme d'État fédéral américain mort à peine devenu centenaire († 6 février 2021).
- 1922 : Gérard Séty, comédien et artiste de music-hall français († 1er février 1998).
- 1923 : 
  - Edward Bede Clancy, cardinal australien, archevêque émérite de Sydney depuis 2001 († 3 août 2014).
  - Larry Doby, joueur de baseball américain († 18 juin 2003).
- 1925 : Dick Van Dyke, acteur, producteur, scénariste et réalisateur américain.
- 1926 : George Rhoden, athlète jamaïcain spécialiste du 400 m, double champion olympique.
- 1927 : Geneviève Page (Geneviève Bonjean dite), actrice française.
- 1929 : Christopher Plummer, acteur canadien († 5 février 2021).
- 1932 : Tatsuya Nakadai (仲代達矢), acteur japonais.
- 1933 : 
  - Lou Adler, producteur de musique américain.
  - Michel Beaune, acteur français († 24 juillet 1990).
  - Douglas Allen « Doug » Mohns, hockeyeur professionnel canadien († 7 février 2014).
- 1934 : Richard Darryl Zanuck, producteur américain († 13 juillet 2012).
- 1935 : Alekos Fassianos, peintre grec († 16 janvier 2022).
- 1936 : l'Aga Khan IV (Karim Al-Hussaini dit Karim Aga Khan), prince spirituel ismaélien 4e du titre, en exil, homme d'affaires.
- 1938 : 
  - Ronald Corey, homme d'affaires canadien, président du club de hockey des Canadiens de Montréal de 1982 à 1999.
  - Samuel Santos, homme politique nicaraguayen.
- 1941 : Catherine Tasca, femme politique française.
- 1942 : Ferguson Jenkins, joueur de baseball canadien.
- 1944 : Mahmoud Tounsi (محمود التونسي), écrivain et peintre tunisien († 12 avril 2001).
- 1945 : Lise Bissonnette, journaliste, écrivaine et administratrice québécoise.
- 1948 : 
  - Jeffrey Allen « Jeff » Baxter, guitariste américain des groupes Steely Dan et The Doobie Brothers.
  - Lillian Board, athlète britannique, spécilaiste du 400 m († 26 décembre 1970).
  - Theodore Anthony « Ted » Nugent, musicien américain des groupes The Amboy Dukes et Damn Yankees.
- 1949 : Tom Verlaine (Thomas Miller dit), musicien américain du groupe Television.
- 1951 : Anne-Marie Alonzo, dramaturge, romancière, éditrice, traductrice, critique d'art et poète québécoise d'origine égyptienne († 11 juin 2005).
- 1952 : Jean Rouaud, écrivain français, prix Goncourt en 1990 pour son roman Les Champs d'honneur.
- 1953 : 
  - Hélène David, universitaire, fonctionnaire et femme politique québécoise.
  - Robert Michael « Bob » Gainey, joueur et entraîneur de hockey sur glace canadien.
  - Zoltán Magyar, gymnaste hongrois double champion olympique.
- 1955 : Joseph Mahmoud, athlète français spécialiste du 3 000 m steeple, médaillé olympique.
- 1956 :
  - Marie Forså, actrice suédoise.
  - Magida el-Roumi (ماجدة الرومي), soprano libanaise.
- 1957 : Steve Buscemi, acteur et réalisateur américain.
- 1959 : Pat Torpey, batteur américain du groupe Mr. Big.
- 1961 : Philippe Francq, dessinateur de bandes dessinées belge.
- 1962 : 
  - Vincent Descoeur, homme politique français.
  - Roger Ilegems, coureur cycliste belge champion olympique.
- 1963 : Tony Conte, acteur québécois.
- 1964 : 
  - hide (Hideto Matsumoto /松本 秀人 dit), musicien japonais († 2 mai 1998).
  - Azer Zeynalov, chanteur d'opéra azerbaïdjanais.
- 1967 : 
  - Stéphane Buriez, chanteur, guitariste des groupes français Loudblast et Clearcut, producteur et ingénieur du son français.
  - Jamie Foxx (Eric Marlon Bishop dit), acteur et musicien américain.
  - Tom Schacht, mannequin, acteur et chanteur suédois.
  - Wang Tao, pongiste chinois champion olympique.
- 1969 : Sergueï Fiodorov (Сергей Викторович Фёдоров), hockeyeur russe.
- 1974 : Richard Dourthe, joueur de rugby à XV français.
- 1975 :
  - Jonanthan « Bates » Battaglia, hockeyeur professionnel américain.
  - Thomas Matthew « Tom » DeLonge Jr., musicien américain.
  - James Kyson Lee, acteur américain.
- 1976 :
  - Noémie Elbaz, actrice française.
  - Rama Yade, femme politique française.
- 1978 : Guillaume Carcaud, acteur français.
- 1979 : Artiom Tchoubarov (Артём Андреевич Чубаров), hockeyeur professionnel russe.
- 1981 : Amy Lee, chanteuse et musicienne américaine.
- 1982 : Daniel « Dan » Hamhuis, hockeyeur professionnel canadien.
- 1984 : Kevin Klein, hockeyeur professionnel canadien.
- 1985 : 
  - Andrew Gordon, hockeyeur professionnel canadien.
  - Laurence Leboeuf, comédienne québécoise et fille des comédiens Diane Lavallée et Marcel Leboeuf.
  - Andrew White, acteur australo-indonésien.
- 1988 : Rick Yutaka « Rickie » Fowler, golfeur américain.
- 1989 : 
  - Katherine Schwarzenegger, autrice américaine et fille aînée d'Arnold Schwarzenegger.
  - Taylor Swift, chanteuse américaine.
- 1991 : 
  - Gastón Soffriti, acteur argentin.
  - Vladimir Tarassenko (Владимир Андреевич Тарасенко), hockeyeur professionnel russe.
- 1992 : Roméo Elvis, chanteur belge.
- 1993 : Danielle Collins, joueuse de tennis américaine.
- 1994 :
  - Lisa-Kaindé Diaz, chanteuse française du groupe franco-cubain Ibeyi.
  - Naomi Diaz, chanteuse française du groupe franco-cubain Ibeyi.

### XXIesiècle
- 2003 : Maisy Stella, chanteuse et musicienne canadienne.
- 2004 : Alejandra Villareal, musicienne mexicaine, bassiste de The Warning

## Décès

### IXesiècle
- 838 : Pépin Ier, roi d'Aquitaine de 817 à 838 (° 797).

### XIesiècle
- 1048 : Al-Biruni (ابوریحان بیرونی), savant encyclopédiste persan (° 15 septembre 973).

### XIIesiècle
- 1118 : Pascal II (Raniero de Bieda dit), 160e pape, de 1099 à 1118 (° vers 1050).
- 1124 : Calixte II (Gui de Bourgogne dit), 162e pape, de 1119 à 1124 (° 1050).

### XIIIesiècle
- 1204 : Moïse Maïmonide, philosophe et théologien juif andalou (° 30 mars 1138).
- 1239 : Albert IV le Sage, comte de Habsbourg (° 1188).
- 1250 : Frédéric II de Hohenstaufen, empereur romain germanique, depuis 1220 (° 26 décembre 1194).

### XVesiècle
- 1466 : Donatello (Donato di Niccolo di Betto Bardi dit), sculpteur italien (° 1386).

### XVIesiècle
- 1516 : Johannes Trithemius, religieux allemand, fondateur de la cryptologie (° 1er février 1462).
- 1521 : Manuel Ier, 14e roi de Portugal depuis 1495 (° 31 mai 1469).
- 1532 : Salomon Molkho (Diogo Pires dit), marrane portugais, brûlé vif à Mantoue (° 1500).
- 1565 : Conrad Gessner, naturaliste suisse (° 26 mars 1516).

### XVIIesiècle
- 1641 : Jeanne de Chantal, grand-mère de Mme de Sévigné, religieuse cofondatrice d'un ordre, sainte française honorée les 12 décembre puis 12 août (° 23 janvier 1572).

### XVIIIesiècle
- 1716 : Charles de La Fosse, peintre français (° 15 juin 1636).
- 1750 : Philippe Gaultier de La Ferrière, religieux (° 26 mai 1688).
- 1784 : Samuel Johnson, critique, biographe, poète, essayiste, pamphlétaire et lexicographe anglais (° 18 septembre 1709).

### XIXesiècle
- 1814 :
  - Jean-Baptiste Broussier, général français (° 10 mars 1766).
  - Charles-Joseph de Ligne,  maréchal, diplomate et homme de lettres belge (° 23 mai 1735).
- 1827 : Fabrizio Dionigi Ruffo, cardinal italien de la curie romaine (° 16 septembre 1744).
- 1849 : Johann Centurius von Hoffmannsegg, botaniste, entomologiste et ornithologue allemand (° 23 août 1766).
- 1850 : Franciszek Sznajde, général de brigade polonais (° 8 octobre 1790).
- 1863 : Friedrich Hebbel, poète et dramaturge allemand (° 18 mars 1813).
- 1868 : Carl Friedrich Philipp von Martius, botaniste et explorateur allemand (° 17 avril 1794).
- 1883 : Victor de Laprade, homme de lettres et homme politique français (° 13 janvier 1812).
- 1892 : Jozef Delin, peintre belge (° 6 juillet 1821).

### XXesiècle
- 1924 : Samuel Gompers, syndicaliste américain (° 26 janvier 1850).
- 1929 : Rosina Heikel, médecin et féministe finlandaise (° 17 mars 1842).
- 1930 : Fritz Pregl, chimiste autrichien, prix Nobel de chimie en 1923 (° 3 septembre 1869).
- 1931 : Gustave Le Bon, sociologue, psychologue et médecin français (° 7 mai 1841).
- 1935 : François Auguste Victor Grignard, chimiste français, co-lauréat du prix Nobel de chimie en 1912 (° 6 mai 1871).
- 1944 : Wassily Kandinsky, peintre français d'origine russe (° 4 décembre 1866).
- 1955 :
  - Egas Moniz, neurochirurgien portugais, prix Nobel de physiologie ou médecine en 1945 (° 29 novembre 1874).
  - Léon Werth, écrivain et critique d'art français (° 17 février 1878).
- 1956 : Tancrède Labbé, homme politique québécois (° 18 juin 1887).
- 1969 : Raymond Ames Spruance, amiral américain (° 3 juillet 1886).
- 1971 : 
  - François Augiéras, écrivain français (° 18 juillet 1925).
  - Harry Meeking, hockeyeur professionnel canadien (° 4 novembre 1894).
  - Dita Parlo (Gerda Olga Justine Kornstädt dite), actrice allemande (° 4 septembre 1908).
- 1972 : René Mayer, homme politique français, président du Conseil en 1953 (° 4 mai 1895).
- 1974 : 
  - Rufe Davis, acteur américain (° 2 décembre 1908).
  - Henry de Monfreid, aventurier et écrivain français (° 14 novembre 1879).
- 1975 : Jean Chevrier, acteur français (° 25 avril 1915).
  - Mary Locke Petermann, biochimiste cellulaire américaine (° 25 février 1908).
- 1984 : Vicente Aleixandre, écrivain espagnol, prix Nobel de littérature en 1977 (° 26 avril 1898).
- 1989 : Samuel Lerner, compositeur et scénariste roumain naturalisé américain (° 28 janvier 1903).
- 1990 : Gilles Boulouque, magistrat français (° 3 août 1950).
- 1991 : Raymond Gernez, homme politique et résistant français (° 27 novembre 1906).
- 1992 : Kenneth Colin Irving, homme d’affaires et industriel canadien (° 14 mars 1899).
- 1994 : 
  - Antoine Pinay, industriel et homme politique français, président du Conseil en 1952, devenu centenaire (° 30 décembre 1891).
  - Youli Raizman (Юлий Яковлевич Райзман), cinéaste soviétique (° 15 décembre 1903).
- 1996 : Jeffrey Paul « Jeff » Brownschidle, hockeyeur professionnel américain (° 1er mars 1959).
- 1997 : Claude Roy, journaliste et écrivain français (° 29 août 1915).
- 1998 : Pierre Sipriot, journaliste français (° 16 janvier 1921).
- 2000 :
  - Pierre Demargne, archéologue français académicien ès  inscriptions et belles-lettres (° 8 février 1903).
  - Chen Zhen (陈箴), artiste plasticien chinois (° 1955).

### XXIesiècle
- 2001 : Charles Michael « Chuck » Schuldiner, guitariste américain, fondateur du groupe Death et initiateur du death metal (° 13 mai 1967).
- 2004 : Françoise Verny née Delthil, éditrice française (° 26 novembre 1928).
- 2005 : Stanley Tookie Williams, gangster puis militant anti-gang américain (° 29 décembre 1953).
- 2006 : 
  - Lamar Hunt, promoteur de sport américain (° 2 août 1932).
  - Keith Larsen, acteur, réalisateur, producteur et scénariste américain (° 17 juin 1924).
- 2007 :
  - Philippe Clay (Philippe Mathevet dit), chanteur et acteur français (° 7 mars 1927).
  - Alain Payet, porno-réalisateur français (° 17 janvier 1947).
- 2008 : Horst Tappert, acteur allemand, interprète de l'Inspecteur Derrick (° 26 mai 1923).
- 2009 : 
  - Sha'ari Tadin, homme politique singapourien (° 2 août 1932).
  - Dominique Zardi (Émile Cohen-Zardi dit), acteur français (° 2 mars 1930).
- 2012 : Maurice Herzog, alpiniste et homme politique français (° 15 janvier 1919).
- 2013 : Maya Inchikian, chimiste arménienne  (° 1er mai 1930).
- 2016 : 
  - Thomas Schelling, économiste américain (° 14 avril 1921).
  - Alan Thicke, acteur canadien.
  - Zubaida Tharwat, actrice égyptienne.
- 2017 : Yurizan Beltran, actrice américaine.
- 2018 : Nancy Wilson, chanteuse de jazz américaine (° 20 février 1937).
- 2019 : Lawrence Bittaker, tueur en série américain.
- 2021 : Verónica Forqué, actrice espagnole.
- 2022 : David Ramsbotham, militaire et homme politique britannique (° 6 novembre 1934).
- 2023 :
  - Yılmaz Atadeniz, réalisateur, producteur et scénariste turc (° 1er février 1932).
  - Clara Benoits, syndicaliste française (° 11 janvier 1930).
  - Louis Cance, auteur de bande dessinée français (° 12 janvier 1939).
  - Eugene Carr, hockeyeur sur glace canadien (° 17 septembre 1951).
  - Wolfgang Glück, réalisateur autrichien (° 29 septembre 1929).
  - Mike Grgich, viticulteur américain (° 1er avril 1923).
  - Antonio Juliano, footballeur international italien (° 26 décembre 1942).
- 2024 :
  - Kevin Andrews, homme politique australien (° 9 novembre 1955).
  - Koko Ateba, chanteuse et guitariste camerounaise (° ).
  - Charles Handy, professeur de management britannique (° 25 juillet 1932).
  - Lorraine O'Grady, artiste, écrivaine, traductrice et critique musicale américaine (° 21 septembre 1934).

## Célébrations

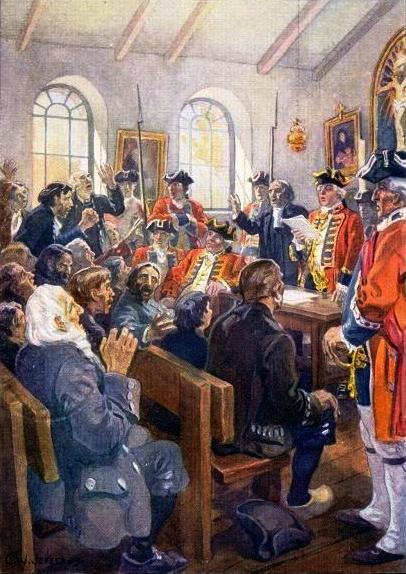
Lecture de l'ordonnance d'expulsion acadienne (ici représentée par C.W.Jefferys en 1923).

### Nationales
- Acadie (Canada et États-Unis) : jour du souvenir acadien commémorant un événement tragique survenu lors de la déportation des Acadiens, le naufrage des bateaux Duke William, Ruby et Violet qui coulèrent en 1758[10].
- Malte : diċembru tlettax, jum ir-Repubblika ou « fête de la République » célébrant sa nouvelle Constitution de 1974[11].

### Religieuses
- (Pré-)christianisme : fête de la Sainte-Lucie et de ses lumières[1] au Danemark, en Finlande, Norvège, Suède et dans leurs diasporas voire quelques régions d'Italie etc.
- Catholicisme : messe pour la prospérité de la France célébrée par le cardinal-vicaire en la basilique Saint-Jean-de-Latran de Rome, en Italie[12] non loin de l'actuel Vatican.

### Saints des Églises chrétiennes

#### Catholiques et orthodoxes
Saints du jour, :
- Antiochus de Sulci (en) († entre 117 et 138) — ou « Antiochos de Sardaigne » ou  « Antioco » —, martyr sous Adrien, sur l'île de Sulci (aujourd'hui île de Sant'Antioco), au large de la Sardaigne.
- Arsène du Latros (IXe siècle), stratège du thème des Cibyrrhéotes, puis amiral de la flotte, devenu ascète au mont Latros, près de Milet, en Asie.
- Aubert de Cambrai († 668), évêque de Cambrai et d'Arras.
- Edburge de Thanet († 751) — ou « Edburgh », « Edburga », « Edelburga », ou « Ethelburga » —, moniale bénédictine, qui appartenait à la famille royale du Wessex, disciple de sainte Mildrède, à laquelle elle succéda comme abbesse de Minster-in-Thanet, en 716.
- Eustrate, Auxence, Eugène, Mardaire et Oreste, († vers 305), martyrs.
- Josse († vers 669), moine et prêtre breton, retiré dans le Ponthieu (Marquenterre).
- Lucie de Syracuse († 304), vierge et martyre à Syracuse, en Sicile, victime de la persécution de Dioclétien.
- Odile de Hohenbourg († vers 720), abbesse, patronne de l'Alsace (ancienne date, cf. 14 décembre).
- Roswinde et Einhilde de Hohenbourg (VIIIe siècle), moniales.
- Suffren († ?), Abbé
- Ursicin de Cahors († 585), évêque.
- Wilfred († 1021), Abbé.

#### Saints ou bienheureux des Églises catholiques
Saints ou béatifiés :
- Antoine Grassi († 1671), bienheureux religieux italien.
- Élisabeth-Rose († 1130), Ermite.
- Jean Marinoni († 1562), bienheureux prêtre théatin italien.
- Pierre Cho Hwa-so († 1866), Laïc coréen martyr.
- Ponce de Balmey († 1140), bienheureux évêque.

#### Saint orthodoxe
- Gabriel Ier de Serbie (en) († 1659) — ou « Gabriel de Pecs » —, patriarche de Serbie, martyr par la main de musulmans à Prousse, en Bithynie.
- Germain de l'Alaska († 1836), moine et évangélisateur.
- Mardaire le Pauvre († XIVe siècle), moine au monastère de la laure des Grottes de Kiev[14] (aux dates éventuellement différentes dans les calendriers julien ou orientaux).
- Pierre l'Aléout († 1815), martyr.

### Prénoms du jour
- Lucie et ses variantes ou diminutifs féminins : Luce, Marie-Luce, Lucette, Lucia, Lucile, Lucilia, Lucille, Lucillia et Lucy ; et leurs formes masculines : Lucio, Lucilio, Lucillio, Lucius et Lucilius (voir 8 janvier).

Et aussi  :
- Aurore,
- Josse et ses variantes : Josselin(e), Jocelyn(e) ainsi que Joyce prénom mixte ou épicène d'origine anglo-saxonne.
- Judoc, Judog, Juzeg,
- Linoa,
- Ursicin et ses variantes : Urcisse, etc.

## Traditions et superstitions

### Dicton
- « À la sainte-Luce, le jour croît d'un saut de puce. »[réf. nécessaire]

### Astrologie
- Signe du zodiaque : 21e jour du Sagittaire.

### Politique
- Le 13 décembre est fêté par les anarchistes car les chiffres des nombres 13 & 12 reprennent la position dans l'alphabet des lettres du sigle ACAB (All Cops Are Bastards), le plus célèbre slogan contre l'institution policière[15].

## Toponymie
- Les noms de plusieurs voies, places, sites ou édifices de pays ou régions francophones contiennent cette date sous diverses graphies : voir Treize-Décembre .